# Грінберг Ісаак Павлович
Ісаак Павлович Грінберг (9 квітня або 9 червня 1937, Кишинів, Бессарабія, Румунське королівство — 25 листопада 2017, Ульяновськ, Росія) — радянський і російський учений- електротехнік, винахідник, підприємець та громадський діяч. Доктор технічних наук, лауреат Державної премії СРСР (1983), заслужений винахідник Української РСР.

## Біографія
Народився в Кишиніві (на той час у складі анексованої Румунією Бесарабії). 13 червня 1941 року був разом із сім'єю висланий на спецпоселення до Середньої Азії (батько був ув'язнений до 1957 року). У 1951—1955 роках одночасно з навчанням працював лаборантом у синжерейській середній школі № 1 (Молдавська РСР). Закінчив фабрично-заводські курси і в 1955—1957 роках працював трактористом на Машинно-тракторної станції (МТС). Після служби в Радянській Армії (1957—1960) був демобілізований за інвалідністю і в 1960 році оселився в Житомирі, де закінчив заочне відділення Житомирський державний технологічний університет місцевого політехнічного інституту (1965). У 1960—1988 роках працював у житомирському виробничому об'єднанні «Електровимірювач» — спочатку підсобним робітником, слюсарем-збирачем, контролером, потім інженером, завідувачем лабораторії; згодом став генеральним конструктором, начальником спеціалізованого конструкторського бюро (СКТБ) та заступником генерального директора об'єднання з наукової роботи.
У січні 1988 року був переведений до Ульяновська для організації центру мікроелектроніки (УЦМ), у 1989 році призначений заступником генерального директора з наукової роботи Ульянівського центру застосування мікроелектроніки та автоматизації в машинобудуванні. Професор Ульяновського політехнічного інституту.
Зайнявшись підприємницькою діяльністю, відкрив в Ульяновську «Баскін-Роббінс» та магазин «Ів Роше», пізніше піцерію «Сицилія» та дитячий магазин «Іграшкова країна». Заснував громадський рух «Ульянівці». Під його керівництвом на його підприємствах в Ульяновську було налагоджено серійне виробництво газосигналізаторів для роботи у вибухонебезпечних середовищах та серії датчиків пожежної безпеки. Автор і співавтор винаходів в галузі електротехніки, головним чином вимірювальних приладів і датчиків. Нагороджений медалями «За доблесну працю» (1970), «Ветеран праці» (1984), знаком «Відмінник приладобудування СРСР» (1985). Лауреат премії ЦК ЛКСМУ імені М. Островського.
Помер у ніч на 25 листопада 2017 року після тяжкої та швидкоплинної хвороби.
У лютому 2018 року в Ульяновську засновано губернаторську стипендію «Імені Ісаака Павловича Грінберга»

## Наукова діяльність
Автор монографій «Вимірювальні підсилювачі, що самоналаштовуються з пробним сигналом» (М.: Енергія, 1978), «Вимірники індукції змінних магнітних полів» (Київ: Техніка, 1982), «Гальваномагнітні перетворювачі у вимірювальній техніці» (з співаком.: Вища школа, 1984).

## Сім'я
Був одружений, п'ятеро дітей. Брат — молдавський вчений у галузі тютюновництва, кандидат сільськогосподарських наук (1977) Йосип Павлович Грінберг (1931—2009).